# Abel Lobatón Vesgas
Pour les articles homonymes, voir Lobatón.
Abel Augusto Lobatón Vesgas est un footballeur péruvien, né le 15 août 1957 à Lima (Pérou). Il jouait au poste d'attaquant et est le père des internationaux péruviens Abel et Carlos Lobatón.

## Biographie

### Carrière en club
Abel Lobatón Vesgas commence sa carrière au sein du Sport Boys de Callao en 1975. Il y joue par intermittences pendant huit saisons depuis ses débuts jusqu'en 1990, année de sa retraite sportive. Vice-champion du Pérou avec le Sport Boys en 1976, il a l'occasion de disputer la Copa Libertadores l'année suivante (trois matchs joués). Il connaît une deuxième expérience avec un autre club péruvien, l'Unión Huaral, en 1984.
Il passe une grande partie de sa carrière en Colombie dans les années 1980, jouant deux saisons pour le Deportes Quindío (1980-1981) avant d'intégrer l'une des meilleures équipes du Deportivo Pereira (en compagnie d'Eduardo Vilarete (it), Iván Chumi Castañeda, Jairo Chiqui Aguirre, Miguel Ángel Manzi (es)) qui est sur le point de remporter le championnat de Colombie de 1982 avant de s'écrouler à trois journées de la fin. En 1987, il recale à l'Independiente Medellín, son dernier club en Colombie.

### Carrière en sélection
International péruvien à neuf reprises entre 1979 et 1985, Abel Lobatón marque trois buts en sélection. Il ne dispute que des matchs amicaux en équipe du Pérou.

#### Buts en sélection
| Buts en sélection d'Abel Lobatón Vesgas | Buts en sélection d'Abel Lobatón Vesgas | Buts en sélection d'Abel Lobatón Vesgas | Buts en sélection d'Abel Lobatón Vesgas | Buts en sélection d'Abel Lobatón Vesgas | Buts en sélection d'Abel Lobatón Vesgas | Buts en sélection d'Abel Lobatón Vesgas |
|                                         | Date                                    | Lieu                                    | Adversaire                              | Score                                   | Résultat                                | Compétition                             |
| --------------------------------------- | --------------------------------------- | --------------------------------------- | --------------------------------------- | --------------------------------------- | --------------------------------------- | --------------------------------------- |
| 1.                                      | 10 octobre 1979                         | Lima (Pérou)                            | Paraguay                                | 2-3                                     | 2-3                                     | Amical                                  |
| 2.                                      | 26 juillet 1984                         | Estadio El Campín, Bogota (Colombie)    | Colombie                                | 1-1                                     | 1-1                                     | Amical                                  |
| 3.                                      | 4 octobre 1984                          | Lima (Pérou)                            | Uruguay                                 | 1-2                                     | 1-3                                     | Amical                                  |